# Koert Debeuf
Koert Debeuf (Breda, 27 mei 1974) is een politicus, historicus en Midden-Oostenkenner.

## Biografie
Debeuf studeerde Geschiedenis aan de universiteiten van Leuven en Bologna.
Debeuf was politiek actief binnen de CD&V onder andere als jongerenvoorzitter. Hij begon bij de CD&V als medewerker van Trees Merckx  waarna hij in 2002 met de Nieuwe Christen-Democraten verkaste naar Open VLD. 
Hij werd er de woordvoerder en speechschrijver van premier Guy Verhofstadt tussen 2003 en 2008. 
In 2008 en 2009 was hij aangesteld als directeur van het Liberaal Kenniscentrum. In 2010 werkte hij voor ALDE als kabinetschef van de voorzitter.
In 2011 verhuisde hij naar Caïro voor zijn werk voor de Liberale Fractie (ALDE) van het Europese parlement. Daarna als visiting reseach Fellow voor de Universiteit van Oxford tot 2016. In 2017 werd hij Europees directeur van het Tahrir Institute for Middle East Policy Europe en sinds 2019 is hij hoofdredacteur bij EUobserver.

## Publicaties
- Koorddansers van de macht (2009), boek
- Inside the Arab Revolution - Three years on the front-line of the Arab Spring (2014), boek
- Tribalisation. Why war is coming (2018), boek
- Waarom dit niet de laatste oorlog is (2022), boek
- Wat je moet weten om het Midden-Oosten te begrijpen.(2025), boek

- Gemeinsame Normdatei: 1068674644
- International Standard Name Identifier: 0000 0000 9286 2433
- Virtual International Authority File: 136281171